# سوره‌شناسی
سوره شناسی یا قرآن‌شناسی سوره به سوره، یکی از علوم قرآنی است که در واقع به بررسی شناخت یک سوره برای تعیین تفاوت آن با دیگر سوره‌های قرآن می‌پردازد. از همین رو نام این علم از علوم قرآنی، در منابع تاریخی علم خصایص السور وارد شده‌است. این علم خود از آنجا که در مورد یک متن مقدس یعنی قرآن است و از آن بحث می‌کند، همانند علم دین‌شناسی ماهیتی چندروشی دارد. این علم در واقع برای رسیدن به هدف خود به دنبال ارایهٔ یک خوانش از سوره‌های قرآن است و به این ترتیب از علم تفسیر قرآن متمایز می‌گردد.
تاریخچه این علم هنوز مدون نیست اما می‌توان رگه‌هایی از این گونه فعالیت علمی در آثار قرآن پژوهان مسلمان در طول چهارده قرن گذشته یافت. از جملهٔ این افراد می‌توان سیوطی، سید قطب و محمدحسین طباطبایی را نام برد. گفته می‌شود در دوران معاصر، توجه آکادمیک به این علم اولین بار از سوی محمدعلی لسانی فشارکی استاد علوم قرآنی دانشگاه تربیت مدرس تهران، صورت گرفت. وی در ۱۳۷۹ خورشیدی توجه محققین حوزهٔ مطالعات قرآنی را به این علم - طی دو سخنرانی درسی در دانشگاه امام صادق - جلب نمود.
مبانی این علم در سخنان دانشوران دین، مانند پیامبر اسلام و امامان شیعه قابل بازیابی است. روش‌های این علم متعدد است. از جمله روش‌های این علم که متکی بر صورتهای کلاسیک علوم انسانی است و کاربرد آنها در فرهنگ اسلامی نیز سابقه دارد، خواندن مکرر سوره، ترسیم تابلوی سوره، یافتن کلید واژه‌های سوره، مطالعهٔ رکوع‌های سوره و بررسی سوره در کنار سوره‌های مجاور و سوره‌های همگروه است.
در همین راستا کتاب سوره شناسی (روش تحقیق ساختاری در قرآن کریم) تألیف محمدعلی لسانی فشارکی و حسین مرادی زنجانی در نشر نصایح به چاپ رسیده است که از سال 1397 چاپ این کتاب در نشر صدوچهارده انتشارات وابسته به مؤسسه فرهنگی هنری کانون نشر و ترویج زبان قرآن ادامه پیدا کرده است. در ادامه بخشی از مقدّمه این کتاب را ملاحظه می کنید:
یکی از زمینه های آماده و گستردۀ تدبّر و پژوهش و تحقیق در قرآن که یکی از عوامل مؤثر در ایجاد و افزایش انس با قرآن نیز هست، روش تحقیق ساختاری در قرآن کریم یا سوره شناسی است. در فضای مطالعات سوره شناختی، شخص پژوهشگر و محقّق، با قرآن به عنوان یک کتاب چندصد صفحه‏ای با تقسیمات قالبی نه محتواییِ اجزاء و احزاب و اعشار و اخماس برخورد نمی‏کند، بلکه قرآن کریم برای او مجموعه‏ای است متشکّل از یکصد و چهارده سورة کوچک و بزرگ و پانصد و پنجاه و پنج زیرسوره یا واحد موضوعی یا رکوع، که سوره به سوره و واحد به واحد مورد بررسی و مطالعه و تدبّر و استفاده قرار می‏گیرد؛ جایگاه و اهداف و مقاصد هر یک از سوره های قرآن کریم بازشناخته می شود؛ محور یا محورهای موضوعی هر سوره کشف و بررسی و فعّال می‏شود و ویژگی‏های یکایک سوره‏ها خودنمایی می‏کنند.
پژوهشگر سوره‏‌شناس خیلی زود درمی‏ یابد که بر خلاف تصوّر غالبِ قرآن شناسان مسلمان و بعضی از قرآن شناسان غیرمسلمان، سوره‏‌های قرآن قطعات یا مقطّعات کوچک و بزرگ یک کتاب که نام قرآن را به خود گرفته باشد، نیستند، بلکه سوره‏‌های قرآن چهره‏‌های متعدّدی از قرآن مجید و جلوه‏های متنوّعی از قرآن کریم ‏اند که صاحب قرآن ایزد منّان در این سفره پهن و بی‏کران فراروی بندگان گسترده و در اختیار آنان قرار داده است، تا هر فرد و هر گروه و هر جماعت از انسان ها در طول زمان و عرض مکان تا قیام قیامت بنا به هر شاکله و شاخصه و هر شخصیت و هویّت و موقعیّت که داشته باشند، یک به یک از میان آن سوره ها ـ که هر یک از آنها جداگانه به مثابة کلّ قرآن حکیم‏اند ـ برگزینند و از آن طریق، به تدریج، به دریای معارف و ژرفای حقایق قرآن کریم راه یابند.
سوره شناسی که همان «قرآن شناسی سوره به سوره» است، یکی از بایسته‏ترین «انواع» علوم قرآنی و یکی از شایسته ترین حوزه های مطالعات نوین قرآنی است. نزدیک‏ترین انواع سنّتی علوم قرآنی به این رشته نوپدید و کارآمد، علم فضائل القرآن/ فضائل السور، همچنین علم خواص القرآن/ خواص الآیات و السور بوده است، و در منابع تاریخی از این دانش سوره شناسی، هرچند عملاً هنوز شکل نگرفته و تحقّق نیافته بوده، با عنوان «خصائص السُّوَر» یاد می‌‏شده است. علم سوره شناسی برخلاف علم تفسیر که عهده‌‏دار شرح و توضیح آیه به آیة متن قرآن کریم مطابق ترتیب مصحف شریف است، عبارت از یک مطالعۀ اسلوبی و ساختاری است که در پی شناخت فزاینده نسبت به چیستی و چرایی تدوین سوره‌‏ها در مجموعه آسمانی و الهی قرآن، و فلسفه وجودی حصارهایی است که لا به لای مجموعة عظیم آیات در قرآن کریم کشیده شده‏اند.
مطالعه و بررسی سوره‌‏های قرآنی از دیرباز مطرح بوده و هست، امّا دست‏کم تا پیش از دو سدة اخیر 14 و 15 هجری، هیچگاه از خاطرنشان کردن عناوین بررسی ناشدۀ مکّی و مدنی و تکرار مکرّر شأن نزول‏‌های تحقیق ناشده و شمارش کلمات و آیات و رکوعات و ذکر نام یا نام های متعدد سوره‏‌ها و احیاناً بیان وجه تسمیه هر سوره به آن نام یا نام‌‏ها، و مانند این‌ها، فراتر نرفته است؛ چنانکه هرگاه با نگاه سوره‏ شناسانه به میراث عظیم و افتخارآمیز و غرورآفرین تفاسیر مفصّل و انبوه قرآن مراجعه می‏‌کنیم، جز آن موارد یاد شده، بر یافته‏‌های دیگری دست نخواهیم یافت.
سوره شناسی نوین رمز فعّال‏سازی اسماء حُسنا و اوصاف زیبای قرآن همچون «بلاغ» و «نور» و «شفا» و «رحمت» و «موعظه» و «هدایت» است که در مقام قرآن شناسی اجمالی در طول تاریخ درازمدّت و پرفرازونشیب قرآن همواره مطرح می شده است و پیوسته مطرح می شود. به عبارت دیگر، سوره شناسی عبارت است از قرآن شناسی تفصیلی  و بازشناسی سوره به سوره قرآن کریم؛ چنانکه آموزه‌‏های پیامبر اکرم و ائمه معصومین در راستای تعلیم و تبلیغ و ترویج قرآن به روشنی حاکی از این واقعیّت است که در سیره قولی و فعلی و تقریری ایشان بیش و پیش از آن که بر گرایش به کلّ مجموعیِ قرآن و تشویق مردمان به ختم‏های پی‏ درپی و قرائت مکرّر و سرتاسری قرآن تاکید کنند، به ارتباط داشتن و انس برقرار کردن با یک یا چند سوره از قرآن حکیم ترغیب و تشویق می‏ کرده‏ اند، و فضائل و خواصّ سوره‏‌ها و حتّی گاه آیه‏‌هایی مشخّص از قرآن را برمی ‏شمرده‏‌اند و بر مداومت و اِدمان آنها تأکید می‏کرده‏‌اند.
نخستین بارقه های سوره شناسی در بهار 1365 به برکت چاپ و انتشار نخستین مجلّدات دائرة المعارف بزرگ اسلامی و درک نیاز مبرم به تألیف مقالات علمی برای عناوین سوره‏های قرآنی از کرانه‌‏های آسمان نیاوران تهران درخشیدن گرفت، و دیری نپایید که با تدوین آیین پژوهش و نگارش مقالات مدخل سوره‌‏ها نخستین گام‌‏ها برای بنیانگذاری این دانش نوین قرآنی برداشته شد. در پاییز 1378 به اهتمام معاونت پژوهشی دانشکدة الهیّات و ارشاد دانشگاه امام صادق علیه‏ السلام یک سمینار علمی تحت عنوان «سوره شناسی گامی در مسیر قرآن شناسی تفصیلی» ارائه شد و دو سال بعد، نخستین کارگاه آموزشی ـ پژوهشی سوره شناسی در مهرماه 1380 با حضور مؤثر دانشجویان و مشارکت هم‏افزایانة استادان تشکیل گردید. کارگاه‏های سوره شناسی سال‏ها ادامه یافت و ثمرات پیوسته و آثار شایسته‏ای از خود برجای ‏نهاد. در نشریه گلستان قرآن (شماره های 117 تا 130، دورة سوم، 1381) نیز، پروندۀ سوره شناسی به شیوه‌‏ای بی‏ پیشینه گشوده شد و به جریان افتاد و مورد قبول و استقبال کارشناسان و متخصصان و محافل قرآنی قرارگرفت.
همچنین کارگاه های آموزشی پژوهشی متعدد با همین عنوان در مؤسسۀ فرهنگی هنری کانون نشر و ترویج زبان قرآن زیر نظر دکتر محمدعلی لسانی فشارکی برگزار گردیده است که در سایت این مؤسسه قایل دستیابی می باشد.